# كرشيمير لونتشار
كرشيمير لونتشار (بالكرواتية: Krešimir Lončar) مواليد 12 فبراير 1983 في كرواتيا، جمهورية يوغوسلافيا الاشتراكية الاتحادية، هو لاعب كرة سلة كرواتي. بدأ مسيرته الاحترافية في سنة 1999. يلعب في الدوري الألماني لكرة السلة كلاعب وسط. يحمل الرقم 11. يبلغ طوله 6 قدم 10.75 بوصة (2.1 م). مثّل منتخب بلاده. شارك في دورة الألعاب الأولمبية الصيفية سنة 2008.

## المسيرة الاحترافية
لعب مع سبليت في موسم 1999–2000، ثم لعب مع تريفيزو لكرة السلة في الدوري الإيطالي في موسم 2002–2003، ثم لعب مع تيرامو باسكت في موسم 2003–2004، ثم لعب مع لوكوموتيف كوبان في الدوري الروسي من سنة 2006 إلى 2008، ثم لعب مع يونيكس قازان من سنة 2008 إلى 2010، ثم لعب مع خيمكي في الدوري الروسي من سنة 2010 إلى 2014، ثم لعب مع فالنسيا باسكت في الدوري الإسباني في موسم 2014–2015، ثم لعب مع ألبا برلين في الدوري الألماني في موسم 2015–2016.

## روابط خارجية
- كرشيمير لونتشار على موقع الاتحاد الدولي لكرة السلة (الإنجليزية)
- كرشيمير لونتشار على موقع الدوري الأوروبي لكرة السلة (الإنجليزية)
- كرشيمير لونتشار على موقع الدوري الإسباني لكرة السلة (الإسبانية)
- كرشيمير لونتشار على موقع كرة السلة الأوروبية.كوم (الإنجليزية)
- كرشيمير لونتشار على موقع ريلجم (الإنجليزية)
- كرشيمير لونتشار على موقع بروبوليرز (الإنجليزية)
- كرشيمير لونتشار على موقع سبورتس رفرنس (الإنجليزية)
- كرشيمير لونتشار على موقع أوليمبيديا (الإنجليزية)